# الكرومانيون

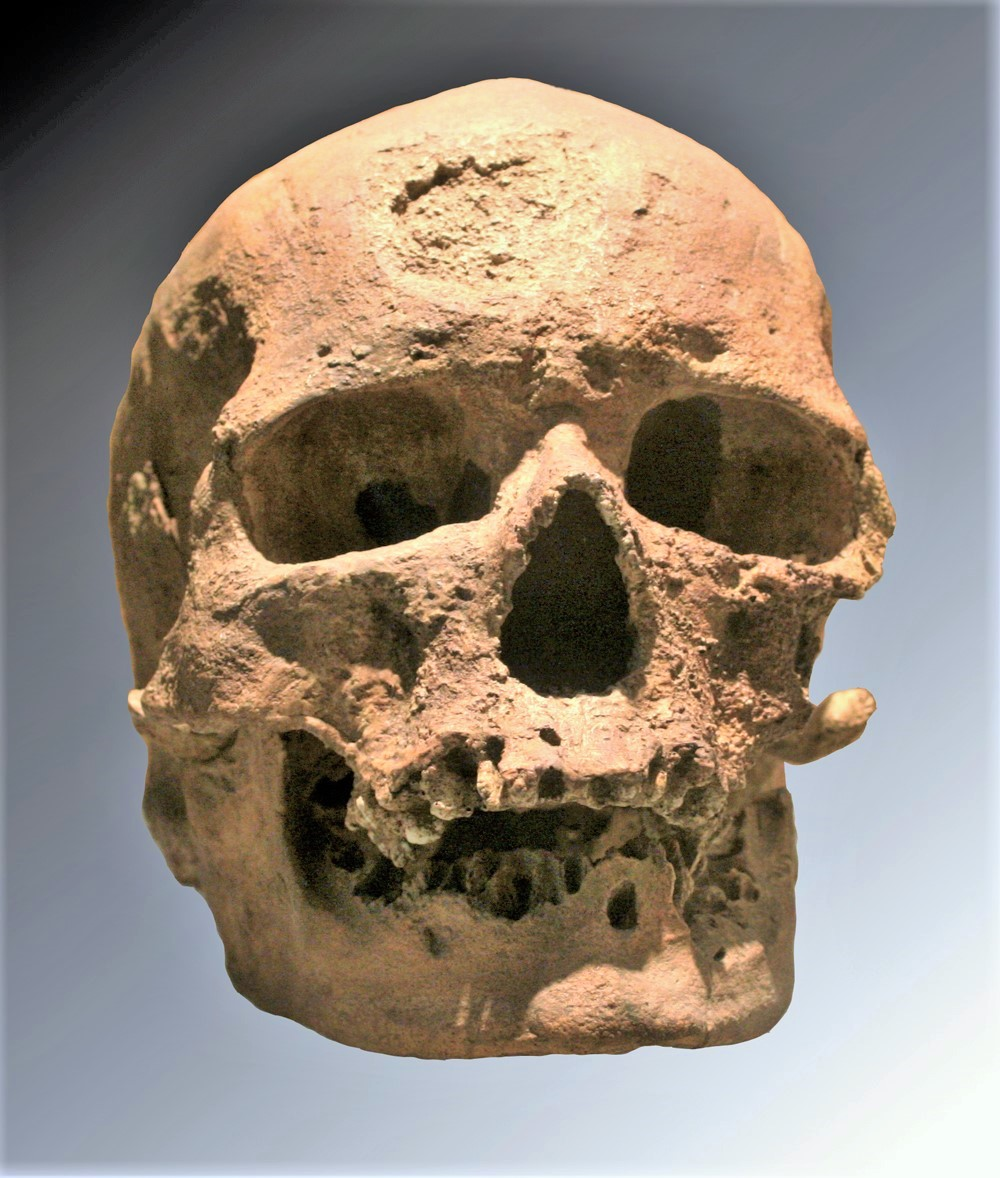
"إنسان عجوز من الكرومانيون" أصلي، متحف الإنسان، باريس

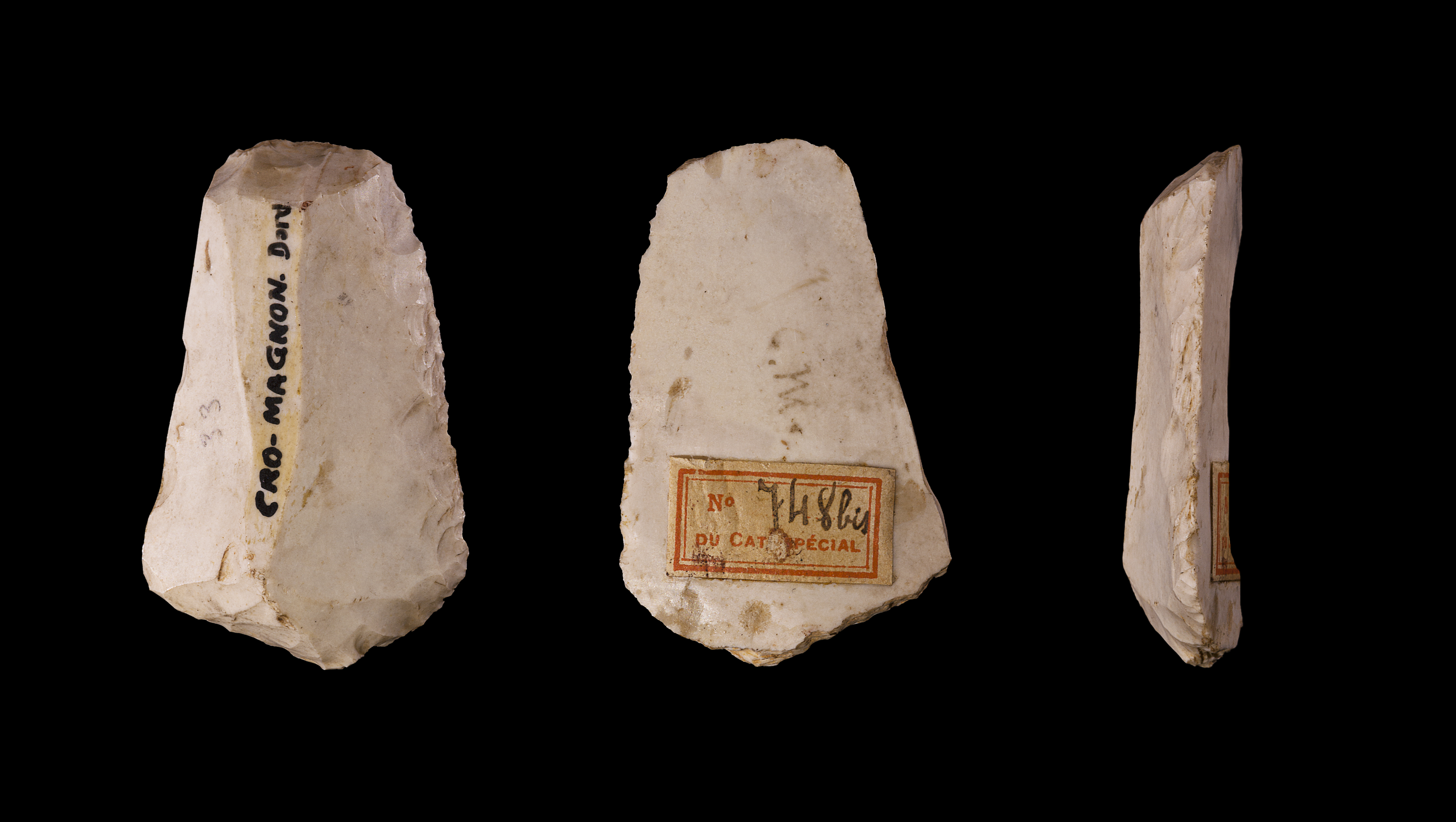
أدوات من مجموعة لويس لارتيت لإنسان من الكرومانيون

الكرومانيون هو اسم غير رسمي لأول إنسان عصري قديم (الإنسان الأول) من العصر الحجري القديم الأوروبي). وتفضل الكتابات العلمية الحديثة استخدام لفظ الإنسان الأوروبي الحديث الأول عن مصطلح 'الكرومانيون' الذي لا يحظى بوضع تصنيفي رسمي، إذ يشير إلى نوع رئيسي أو فرعي وليس المرحلة أو الثقافة الأثرية. وأقدم البقايا المعروفة للبشر الشبيهين بالكرومانيون يرجع تأريخها بالكربون المشع إلى 43,000 سنة قبل الحاضر.
والكرومانيون كانوا مفتولي العضلات ويتمتعون بصحة جيدة. وكانت أجسادهم عمومًا ضخمة وصلبة البنية وعضلاتهم قوية. وكانت جبهتهم مستقيمة وطويلة وحواجبهم خفيفة. والكرومانيون هم أول بشر (جنس هومو) تكون لديهم ذقن ناتئة. يبلغ حجم الدماغ نحو 1,600 سنتيمتر مكعب (98 بوصة3)، أي أكثر من متوسط الإنسان المعاصر. ومع ذلك تشير الأبحاث الحديثة إلى أن القياسات البدنية لمن يُسمون «بالكرومانيين» لا تختلف كثيرًا عن الإنسان المعاصر بالقدر الذي يسوغ إعطاءهم اسمًا منفصلاً.

## الوصف
نشأ " الإنسان العاقل" باعتباره مصنف منذ حوالي 200000 إلى 150.000 سنة في إفريقيا (انظر "الإنسان العاقل"). إن استخدام مصطلح رجل كرومانيون بمعنى كرونوسبيس لا يمكن الدفاع عنه مع السمات التشريحية ولا على أساس الفحص الحمض النووي القديم. على الرغم من ما يسمى بـ عنق الزجاجة الجيني لمجموعات "الإنسان العاقل" خلال العصر الجليدي الأخير ، فإن دراسة على الإنسان الجينوم نُشرت في عام 2011 يمكن أن تثبت أن التبادل الجيني لـ السكان في أوروبا وآسيا وإفريقيا بقي حتى حوالي 40.000 إلى 20.000 سنة مضت.
كان شعب كرومانيون من الصيادين ومعظمهم البدو. تشير العديد من المواقع فقط إلى معسكرات بشرية قصيرة الأجل أو مستخدمة موسميًا على مدى فترة زمنية أطول. مواقع المعسكرات التي ربما كانت مأهولة بشكل دائم لأكثر من عام معروفة منذ رسومات [Gravetti] في أقرب وقت ممكن ، على سبيل المثال في Dolní Věstonice وبافلوف (كلاهما مورافيا).
أشارت دراسة عن علم الوراثة لتصبغ الجلد نُشرت في أوائل عام 2013 إلى أن المستوطنين الأوائل لـ Homo sapiens في أوروبا ربما كانت بشرتهم أغمق من بشرة أوروبا الوسطى اليوم. وفقًا للباحثين ، كان لون بشرة الأوروبيين الأوائل أغمق قليلاً من لون بشرة سكان شمال إفريقيا اليوم (مثل البربر).
في عام 2017 ، قدم تحليل جيني دقيق دليلًا على أن الجينات المشفرة للون البشرة الفاتحة قد نشأت أيضًا في إفريقيا ، نظرًا لأن البشرة الفاتحة نسبيًا San في جنوب إفريقيا لها نفس المتغيرات من الجينات HERC2 و OCA2 ، والتي ترتبط بالجلد الفاتح ولون العين للأوروبيين. المتغيرات الجينية الجديدة تكشف عن تطور لون بشرة الإنسان. "] تم الاسترجاع من موقع "sciencemag.org" بتاريخ 12 أكتوبر 2017. قد تكون هذه حجة إضافية ضد نظرية العرق التي عفا عليها الزمن بالفعل لدى البشر.

## التصنيف
كانت الأحافير والقطع الأثرية العائدة إلى العصر الحجري القديم معروفة بالفعل منذ عقود من الزمن، ولكنها كانت تفسر في إطار نموذج خلقي (وذلك لأن مفهوم التطور لم يكن قد وضع بعد). على سبيل المثال، وصف الجيولوجي والقس ويليام باكلاند سيدة بافيلاند الحمراء المصنوعة على النمط الأورينياسي (وهي شاب في حقيقة الأمر) من منطقة جنوب ويلز باعتبارها مواطنة من بريطانيا الرومانية في عام 1822. وقد جادل بعض الباحثون اللاحقون أن الهيكل العظمي كان إما دليلًا على وجود البشر في عصر ما قبل الطوفان (الطوفان العظيم) في بريطانيا، أو أن مياه الفيضانات القوية جرفته جنوبًا من أراض آهلة. افترض باكلاند أن هذه العينة تعود لامرأة لأنها كانت مزينةً بالحلي (أي من أصداف، وقضبان وخواتم عاجية، وسفود مصنوع من عظام الذئاب). كذلك ذكر باكلاند (وربما من باب الدعابة) أن هذه الحلي كانت دليلًا على ممارسة الشعوذة. خلال هذه الفترة، كانت الحركة التناسقية بقيادة تشارلز لايل، تكتسب زخمًا، إذ جادل أن المواد الأحفورية تعود إلى عصور ما قبل التسلسل الزمني التوراتي بأشواط.
باشر علماء الأنثروبولوجيا العرقية وعلماء الأعراق بتقسيم الإنسان الحديث إلى أنواع ونويعات مزعومة في أعقاب نشر تشارلز داروين لكتابه «أصل الأنواع» في عام 1859، وذلك استنادًا على مقاييس غير موثوقة وزائفة مستقاة من القياسات البشرية، وعلم الفراسة، وعلم فراسة الدماغ، واستمر هذا النهج حتى القرن العشرين. وقد مثل هذا استمرارًا لما طرحه كارولوس لينيوس في كتابه «نظام الطبيعة» سنة 1735، والذي صاغ فيه نظام التصنيف الحديث، وبذلك صنف البشر تحت خانة الإنسان العاقل، وأدرج عدة تصانيف لنويعات مزعومة لأعراق مختلفة استنادًا على تعاريف سلوكية عنصرية (بما يتوافق مع المفاهيم التاريخية للأعراق): الإنسان العاقل الأوروبي (من أصول أوروبية، وتحكمه القوانين)، الإنسان العاقل الإفريقي (من أصول إفريقية، ويتميز باندفاعه)، والإنسان العاقل الآسيوي (من أصول آسيوية، وتحكمه الآراء)، والإنسان العاقل الأمريكي (من أصول أمريكية أصلية، وتحكمه العادات). وسرعان ما امتد نظام التصنيف العرقي هذا ليشمل العينات الأحفورية، بما في ذلك الكرومانيين والنياندرتال، وذلك بعد اكتشاف المدى الحقيقي لقدمها. وفي عام 1869، اقترح لويس لارتيه وضع رفات الكرومانيين تحت الخانة التصنيفية لنويع «إنسان عاقل أحفوري». شملت الأنواع البشرية الأحفورية المفترضة الأخرى (ومن ضمنها الكثير من الأنواع الأخرى): الإنسان ما قبل الإثيوبي للإشارة إلى جمجمة من منطقة دوردوني التي حملت «ملامح شبه إثيوبية»، وإنسان بريدموستي أو إنسان بريدموستنسس للإشارة إلى مجموعة من الجماجم من مدينة برنو في جمهورية التشيك، التي زعم أنها مثلت مرحلة انتقالية ما بين النياندرتال والكرومانيين، وإنسان منتونسس للإشارة إلى جمجمة من منطقة منتون في فرنسا، وإنسان غريمالدينسس للإشارة إلى إنسان غريمالدي وهياكل عظمية أخرى اكتشفت بالقرب من مدينة غريمالدي في موناكو، وإنسان أورينياسينسس أو إنسان هاوسيري للإشارة إلى جمجمة إِفجيج كابيل.
كانت هذه الأعراق الأحفورية، إلى جانب فكرة إرنست هيكل عن وجود أعراق متخلفة تحتاج مزيدًا من التطور (الداروينية الاجتماعية)، قد رسخت الاعتقاد السائد في الفكر الأوروبي القائل إن الإنسان الأبيض المتحضر ينحدر من أسلاف بدائية من القرود منخفضة الحاجبين، وذلك من خلال سلسلة من الأعراق الهمجية. وقد صنفت النتوءات الحاجبية البارزة على أنها سمة شبيهة بالقرود، وهو ما أدى إلى اعتبار النياندرتال (بالإضافة إلى الأستراليين الأصليين) كجنس أدنى. واعتبرت هذه الأحافير الأوروبية بمثابة أسلاف للأعراق الأوروبية الحية على وجه التحديد. أجرى جوزيف دينيكر وويليام زي ريبلي إحدى أولى المحاولات الرامية إلى تصنيف الكرومانيين في عام 1900، واللذين وصفاهم بالآريين البدائيين طوال القامة والأذكياء ممن تفوقوا على غيرهم من الأجناس الأخرى، وأنهم ينحدرون من إسكندنافيا وألمانيا. دارت نظريات أخرى حول وجود أعراق متفوقة في وسط أوروبا كانت قد تطورت تدريجيًا لتغدو بشرتها أفتح وشعرها أشقر، وانتشرت في موجات لتحل محل أسلافها من أصحاب البشرة الداكنة، وصولًا إلى ما يعرف بـ«العرق النوردي». انسجمت هذه النظريات مع النوردية والقومية الجرمانية (أي تفوق العرق الآري)، وهي الأفكار التي حظيت بشعبية قبيل اندلاع الحرب العالمية الأولى، واستخدمها النازيون لاحقًا لتبرير غزو أوروبا وإعلان تفوق الشعب الألماني خلال الحرب العالمية الثانية. كان طول القامة من العوامل التي استخدمت للتمييز بين هذه الأعراق الفرعية، فاعتبر الكرومانيون الأطول -مثل عينات الكرومانيين الفرنسية وبافيلاند وغريمالدي، بوصفها أسلافًا لـ«العرق النوردي»، بينما صنفت العينات الأصغر، مثل جمجمة إِفجيج كابيل ورجل شاسليد (كلاهما أيضًا من فرنسا) بوصفها أسلافًا إما لـ«العرق المتوسطي» أو «الإسكيمويين». أما تماثيل فينوس المصغرة -وهي منحوتات لنساء حوامل ذات أثداء وأفخاذ مبالغ فيهما- فقد استخدمت كدليل على وجود «العرق الزنجي» في أوروبا خلال العصر الحجري القديم، إذ فسرت على أنها كانت مستندةً على نساء حقيقيات مصابات بكبر الكفل (وهي حالة تؤدي إلى زيادة سمك الفخذين، وهي شائعة بين نساء شعب السان في جنوب إفريقيا)، ويفترض أن تسريحات شعر البعض منهن تشبه تلك التي شوهدت في مصر القديمة. وبحلول أربعينيات القرن العشرين، كانت الحركة الوضعية -التي ناضلت من أجل إزالة التحيزات السياسية والثقافية من العلوم- قد حظيت بدعم شعبي في الأنثروبولوجيا الأوروبية بعدما بدأت قبل قرن من الزمان تقريبًا. خرج علم الأعراق من نطاق الممارسة نتيجة هذه الحركة وارتباطه بالنازية.

## علم السكان
يعتقد أن بداية العصر الحجري القديم العلوي تميزت بزيادة كبيرة في عدد سكان أوروبا، إذ يحتمل أن عدد سكان أوروبا الغربية ازداد بمقدار عشرة أضعاف خلال فترة الانتقال من إنسان النياندرتال إلى الإنسان الحديث. وتشير السجلات الأثرية إلى أن الغالبية العظمى من سكان العصر الحجري القديم (إنسان النياندرتال والإنسان الحديث) توفوا قبل بلوغهم سن الأربعين، وصاحب ذلك تسجيل عدد قليل من كبار السن. يحتمل أن يكون السبب وراء هذه الطفرة السكانية ناتجًا عن الزيادة الكبيرة في معدلات الخصوبة.
قدرت دراسة أجريت عام 2005 عدد سكان أوروبا خلال العصر الحجري القديم الأعلى من خلال حساب إجمالي المساحة الجغرافية التي كانت آهلة بالسكان على أساس السجل الأثري، ومتوسط الكثافة السكانية لشعوب تشيبويان، وهان، وسكان التلال، وناسكابي من السكان الأصليين الأمريكيين الذين يعيشون في مناخات باردة، وطبقت ذلك على الكرومانيين، وافترضت الدراسة أن الكثافة السكانية كانت تزداد باستمرار مع مرور الوقت، وهو ما حسب من خلال التغير في عدد المواقع الإجمالية لكل فترة زمنية. وقد حسبت الدراسة ما يلي: تراوح عدد السكان ما بين قرابة 1,700 إلى 28,400 نسمة (بمتوسط 4,400 نسمة) في الفترة قبل 40 إلى 30 ألف سنة، وتراوح العدد ما بين قرابة 1,900 إلى 30,600 نسمة (بمتوسط 4,800 نسمة) في الفترة قبل 30 إلى 22 ألف سنة، وتراوح العدد ما بين قرابة 2,300 إلى 37,700 نسمة (بمتوسط 5,900 نسمة) في الفترة قبل 22 إلى 16.5 ألف سنة، وتراوح العدد ما بين قرابة 11,300 إلى 72,600 سنة (بمتوسط 28,700 سنة) في الفترة قبل 16.5 إلى 11.5 ألف سنة.
يعتقد أن الكرومانيون أصبحوا أقل تنقلًا بأشواط وازدادت كثافتهم السكانية في أعقاب الذروة الجليدية الأخيرة، وهو ما يدلل عليه قصر طرق التجارة بصورة ظاهرية، وذلك فضلًا عن ظهور علامات على الإجهاد الغذائي.